# Šalamunić
Šalamunić is een plaats in de gemeente Udbina in de Kroatische provincie Lika-Senj. De plaats telt 41 inwoners (2001).